# Villa María (Buenos Aires)
Villa María  es una localidad argentina del partido de Alberti, en la provincia de Buenos Aires.

## Población
Cuenta con 24 habitantes (Indec, 2010), lo que representa un leve incremento del 14% frente a los 21 habitantes (Indec, 2001) del censo anterior.
| Gráfica de evolución demográfica de Villa María entre 1991 y 2010 |
|                                                                   |
| Fuente: Censos nacionales del INDEC                               |